# Italiaans voetbalkampioenschap 1900
Het Italiaans voetbalkampioenschap 1900 was het derde kampioenschap (Scudetto) van Italië. Genoa CFC verlengde opnieuw zijn titel. Kwalificatie was onderverdeeld in drie regio's Piëmont, Ligurië en Lombardije, al had het ook gewoon Turijn, Genua en Milaan kunnen zijn omdat er enkel uit deze drie steden teams kwamen.

## Kwalificatie

### Eerste ronde

#### Piëmont
| Team #1           | Res.  | Team #2           |
| ----------------- | ----- | ----------------- |
| FC Torinese       | 3-1   | Ginnastica Torino |
| Juventus          | 0-1   | FC Torinese       |
| Ginnastica Torino | 0-2   | Juventus          |
| Ginnastica Torino | 0-2   | FC Torinese       |
| Juventus          | 2 - 0 | Ginnastica Torino |
| FC Torinese       | 2 - 1 | Juventus          |

Eindstand
|    | Team              | Ptn | Wed | W | G | V | DV | DT | +/− |
| -- | ----------------- | --- | --- | - | - | - | -- | -- | --- |
| 1. | FC Torinese       | 8   | 4   | 4 | 0 | 0 | 8  | 2  | +6  |
| 2. | Juventus          | 4   | 4   | 2 | 0 | 2 | 5  | 3  | +1  |
| 3. | Ginnastica Torino | 0   | 4   | 0 | 0 | 4 | 1  | 9  | −8  |

#### Ligurië
| Team #1   | Res.  | Team #2         |
| --------- | ----- | --------------- |
| Genoa CFC | 7 - 0 | Sampierdarenese |

Genoa ging rechtstreeks door naar de finale en sloeg de tweede ronde over

#### Lombardije
Milan Cricket & Football Club was het enige team uit Lombardije dat zich inschreef en plaatste zich meteen voor de tweede ronde.

### Tweede ronde
| Team #1     | Res.  | Team #2   |
| ----------- | ----- | --------- |
| FC Torinese | 3 - 0 | Milan CFC |

## Finale
| Team #1     | Res.         | Team #2   |
| ----------- | ------------ | --------- |
| FC Torinese | 1 - 3 (n.v.) | Genoa CFC |

Scudetto:
1898 ·
1899 ·
1900 ·
1901 ·
1902 ·
1903 ·
1904 ·
1905 ·
1906 ·
1907 ·
1908 ·
1909 ·
1909/10 ·
1910/11 ·
1911/12 ·
1912/13 ·
1913/14 ·
1914/15 ·
1915/16 · 1916/17 · 1917/18 · 1918/19 · 
1919/20 ·
1920/21 ·
1921/22 ·
1922/23 ·
1923/24 ·
1924/25 ·
1925/26 ·
1926/27 ·
1927/28 ·
1928/29

Serie A:
1929/30 ·
1930/31 ·
1931/32 ·
1932/33 ·
1933/34 ·
1934/35 ·
1935/36 ·
1936/37 ·
1937/38 ·
1938/39 ·
1939/40 ·
1940/41 ·
1941/42 ·
1942/43 ·
1944/45 ·
1945/46 ·
1946/47 ·
1947/48 ·
1948/49 ·
1949/50 ·
1950/51 ·
1951/52 ·
1952/53 ·
1953/54 ·
1954/55 ·
1955/56 ·
1956/57 ·
1957/58 ·
1958/59 ·
1959/60 ·
1960/61 ·
1961/62 ·
1962/63 ·
1963/64 ·
1964/65 ·
1965/66 ·
1966/67 ·
1967/68 ·
1968/69 ·
1969/70 ·
1970/71 ·
1971/72 ·
1972/73 ·
1973/74 ·
1974/75 ·
1975/76 ·
1976/77 ·
1977/78 ·
1978/79 ·
1979/80 ·
1980/81 ·
1981/82 ·
1982/83 ·
1983/84 ·
1984/85 ·
1985/86 ·
1986/87 ·
1987/88 ·
1988/89 ·
1989/90 ·
1990/91 ·
1991/92 ·
1992/93 ·
1993/94 ·
1994/95 ·
1995/96 ·
1996/97 ·
1997/98 ·
1998/99 ·
1999/00 ·
2000/01 ·
2001/02 ·
2002/03 ·
2003/04 ·
2004/05 ·
2005/06 ·
2006/07 ·
2007/08 ·
2008/09 ·
2009/10 ·
2010/11 ·
2011/12 ·
2012/13 ·
2013/14 ·
2014/15 ·
2015/16 ·
2016/17 .
2017/18 ·
2018/19 ·
2019/20 ·
2020/21 ·
2021/22 ·
2022/23 ·
2023/24 .
2024/25